# ميخائيل فوينتيس
ميخائيل فوينتيس (بالإسبانية: Michael Fuentes)‏ هو لاعب كرة قدم تشيلي، ولد في 1998 في تشيلي. لعب مع ديبورتيس إيكيكي.